# La Puente (Torres)
La Puente es una obra civil (puente) situada sobre el río Torres, en el término municipal de Torres, provincia de Jaén (Andalucía, España). Fue construido a mediados del siglo XVI, entre 1561 y 1565, por el arquitecto Andrés de Vandelvira.

## Descripción
El puente se sitúa sobre el río Torres, en el camino que va del núcleo de Torres al paraje de la Fuenmayor. Está construido con piedra, junto al arco sillares y conforme nos alejamos del mismo, mampostería irregular. Es de un solo ojo de medio punto, muy elevado dadas la geografía abarrancada del lugar.
Su estilo, trazado por Vandelvira, es sencillo, sin gran monumentalidad ni elementos decorativos, donde se buscaba la robustez y durabilidad del mismo.

## Historia

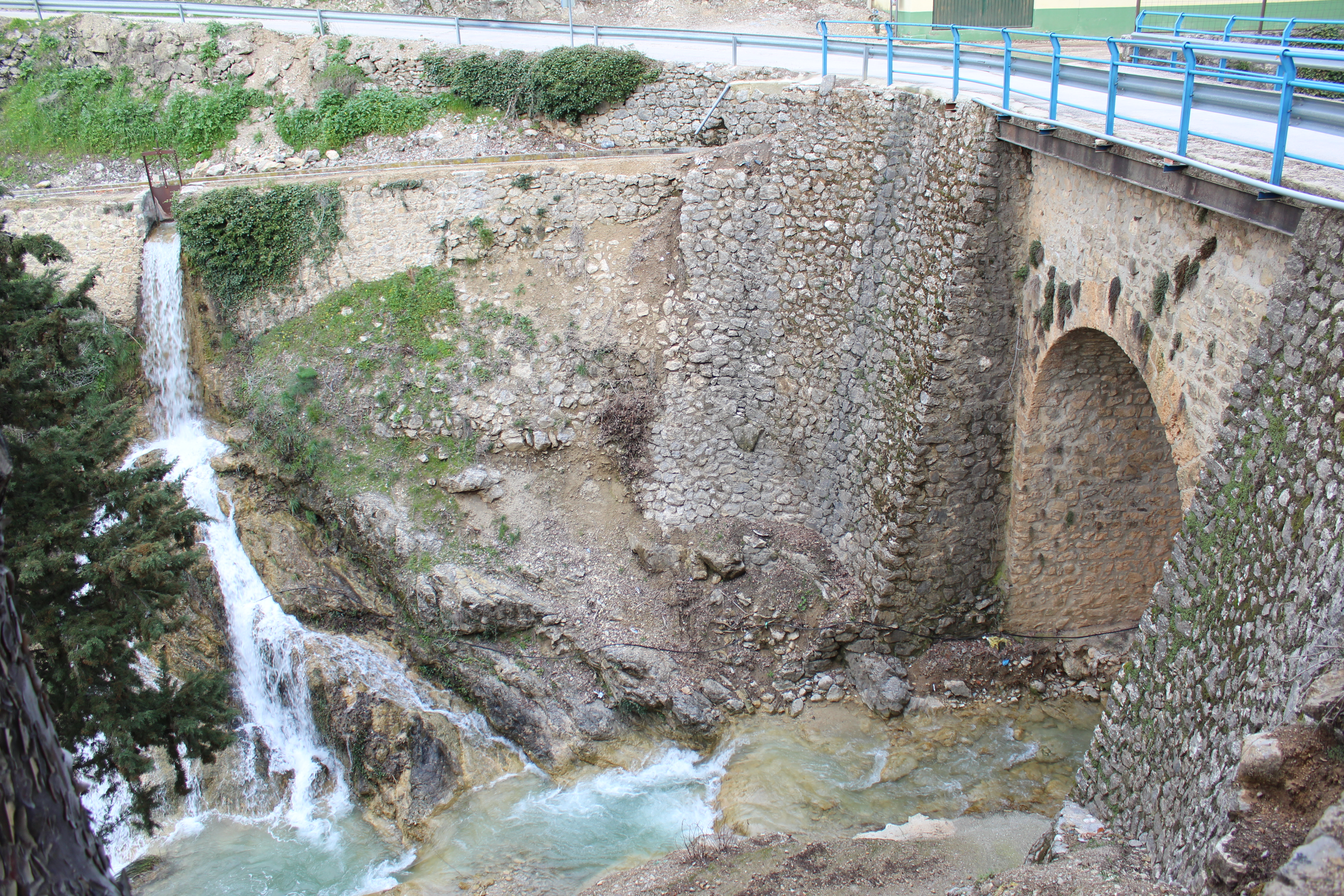
Acequia vertiendo sobre el río Torres, junto a La Puente.

En 1539, el ubetense Francisco de los Cobos, tras varias adquisiciones, poseía tanto la villa de Torres como las de Canena, Sabiote, Jimena y Recena. Para poder acceder a sus molinos, situados en el paraje de la Fuenmayor, empleaba un sencillo puente que salvaba el río Torres.
A la muerte de Cobos, dado que el puente que existía en su tiempo había sido destruido por una fuerte tormenta, doña María de Mendoza, viuda de Cobos, ordena al Concejo llevar a cabo la construcción de un puente nuevo. En 1561 se ordena e inicia la construcción del mismo al arquitecto a cargo de la familia Cobos, Andrés de Vandelvira.
Al año siguiente, con el puente aún sin terminar, el Concejo ordena seguir la traza que había iniciado Vandelvira:

“(...) vido lo que está començado de hazerse de la obra de la puente que se a de hacer en el río de la dicha villa para el paso de los molinos del pan de su
señoria (...) mando que todo lo que resta por hacerse de la dicha puente se haga por la traza que tiene dada Andrés de Vandelvira (...)

Posteriormente, en el siglo XX, el puente se ve modificado por varias obras con el objetivo de facilitar la circulación sobre él de vehículos a motor, que cambian su apariencia en la parte superior del mismo.